# ジョー・パス

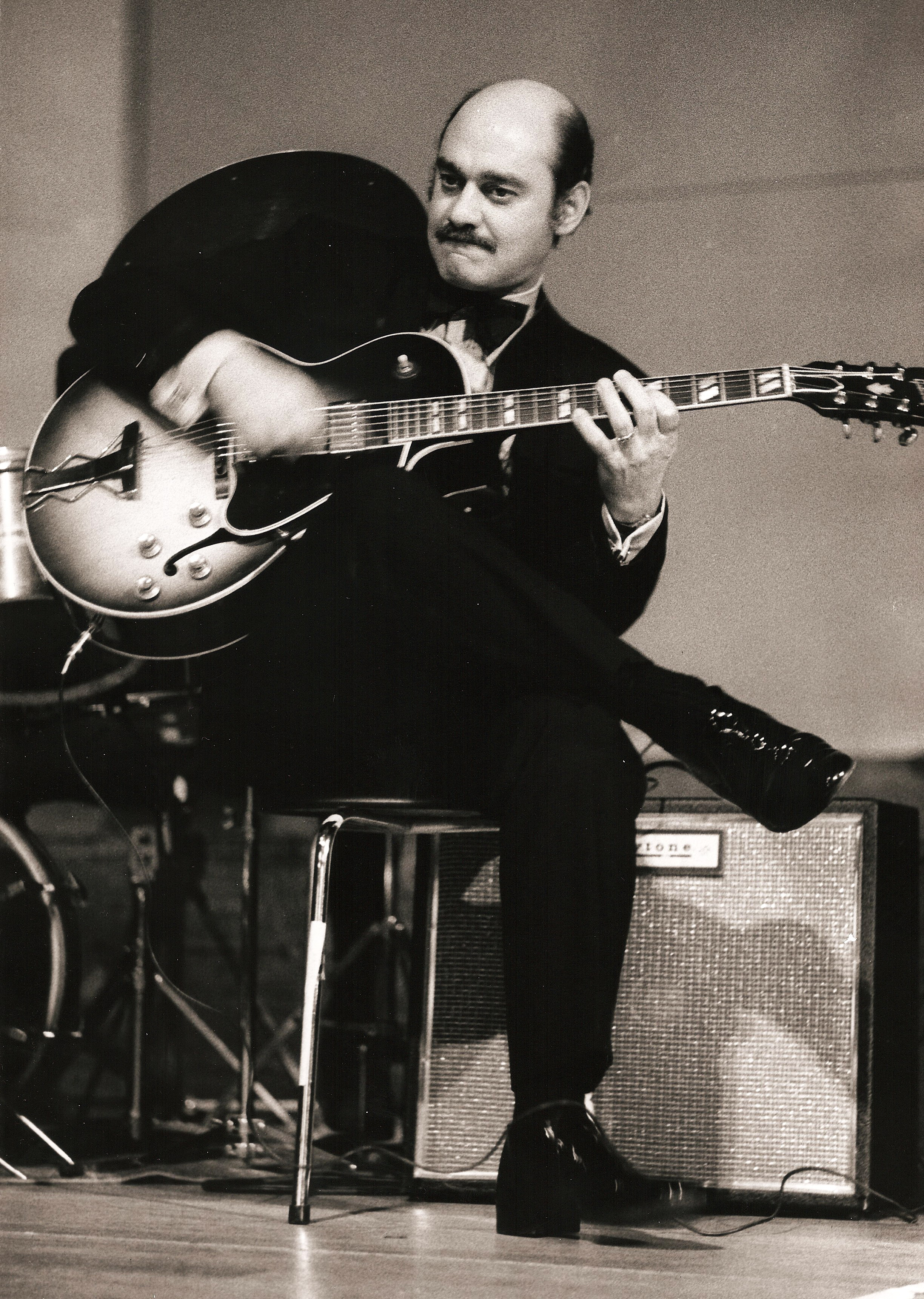
ギブソン・ES-175を弾くジョー・パス（1974年）

ジョー・パス（Joe Pass、1929年1月13日 - 1994年5月23日）は、アメリカ合衆国のジャズ・ミュージシャン、ギタリスト。我流ではあるが、卓越した超絶技巧を誇り後進のギタリストに多大な影響を与えている。オスカー・ピーターソンやエラ・フィッツジェラルドといった大御所との録音も多い。

## 略歴
ニュージャージー州生まれ。9歳でギターを始め、14歳でバンド活動を開始。
その後麻薬中毒で苦しむが、シナノンという更生施設に入って立ち直り、1962年にアルバム『サウンド・オブ・シナノン』を発表。1964年にはジャンゴ・ラインハルトに捧げたアルバム『フォー・ジャンゴ』を制作し、話題となる。1973年発表のアルバム『ヴァーチュオーゾ』は、ギター一本だけで制作され、ジャズにおけるソロ・ギターの可能性を追究した作品として高く評価された。1994年、肝臓癌で他界。

## その他
彼の流麗なコードワークの一つのエッセンスであるのが「CAGED」コードである。これはオープンコードの開放弦に値する音を常に人差し指のバーコード（セーハ)で押さえ、常にどのポジション上でもオープンコードフォームを用いる事が出来るという彼独自のコードアプローチである。もっと端的に言うなら、常に人差し指がカポタストの役割を担う。このようなコードアプローチは数々の著名な歌手や奏者との共演から生み出されたと本人は語っていた。

## 使用ギター
- マーティン 00-42
- フェンダー・ジャガー
- フェンダー・ジャズマスター
- フェンダー・テレキャスター 他

1963年以降
- ギブソン・ES-175
- ダキスト (D'Aquisto)
- アイバニーズ JP-20
- エピフォン エンペラー II 他

## ディスコグラフィ

### リーダー・アルバム
- 『サウンド・オブ・シナノン』 - Sounds of Synanon (1962年、Pacific Jazz)
- 『キャッチ・ミー』 - Catch Me! (1963年、Pacific Jazz)
- 『ジョイ・スプリング』 - Joy Spring (1964年、Pacific Jazz)
- 『フォー・ジャンゴ』 - For Django (1964年、Pacific Jazz)
- 『ノーホエア・マン〜ひとりぼっちのあいつ』 - A Sign of the Times (1965年、World Pacific)
- 『ストーンズ・ジャズ』 - The Stones Jazz (1967年、World Pacific)
- 『シンプリシティ』 - Simplicity (1967年、Pacific Jazz)
- Guitar Interludes (1969年、Discovery)
- 『インターコンチネンタル』 - Intercontinental (1970年、MPS)
- 『ベター・デイズ』 - Better Days (1971年、Gwyn)
- 『ヴァーチュオーゾ』 - Virtuoso (1973年、Pablo)
- 『木の葉の子守歌』 - Live at Donte's (1974年、Pablo)
- 『ジャズ・コンコード』 - Jazz/Concord (1974年、Concord Jazz) ※with ハーブ・エリス
- 『セヴン・カム・イレヴン』 - Seven, Come Eleven (1974年、Concord Jazz) ※with ハーブ・エリス
- 『トゥー・フォー・ザ・ロード』 - Two for the Road (1974年、Pablo) ※with ハーブ・エリス
- 『テイク・ラヴ・イージー』 - Take Love Easy (1974年、Pablo) ※with エラ・フィッツジェラルド
- 『ポートレイツ・オブ・デューク・エリントン』 - Portraits of Duke Ellington (1975年、Pablo)
- 『アット・モントゥルー'75』 - Joe Pass at the Montreux Jazz Festival 1975 (1975年、Pablo)
- 『ザ・ビッグ3』 - The Big 3 (1975年、Pablo) ※with ミルト・ジャクソン、レイ・ブラウン
- 『ヴァーチュオーゾ#2』 - Virtuoso No. 2 (1976年、Pablo)
- 『エラ&パス…アゲイン』 - Fitzgerald and Pass... Again (1976年、Pablo) ※with エラ・フィッツジェラルド
- 『ポギーとベス』 - Porgy & Bess (1976年、Pablo) ※with オスカー・ピーターソン
- 『クウォドラント』 - Quadrant (1977年、Pablo)
- 『ジョー・パス・ソロ・アット・モントゥルー'77』 - Montreux '77 (1977年、Pablo)
- 『ヴァーチュオーゾ#3』 - Virtuoso No. 3 (1977年、Pablo)
- 『コルコヴァード』 - Tudo Bem! (1978年、Pablo) ※with パウリーニョ・ダ・コスタ
- 『チョップス』 - Chops (1979年、Pablo) ※with ニールス＝ヘニング・エルステッド・ペデルセン
- 『ジョー・パス・ソロ〜チャーリー・パーカーに捧ぐ』 - I Remember Charlie Parker (1979年、Pablo)
- 『アット・ザ・ノースシー・ジャズ・フェスティヴァル'79』 - Northsea Nights (1980年、Pablo) ※with ニールス＝ヘニング・エルステッド・ペデルセン
- 『グラッペリ〜パス〜ペデルセン・アット・チボリ・ガーテン』 - Tivoli Gardens, Copenhagen, Denmark (1980年、Pablo) ※with ステファン・グラッペリ、ニールス＝ヘニング・エルステッド・ペデルセン
- 『オール・トゥー・スーン』 - All Too Soon: The Duke Ellington Album (1980年、Pablo) ※with ミルト・ジャクソン、レイ・ブラウン、ミッキー・ローカー
- 『チェックメイト』 - Checkmate (1981年、Pablo) ※with ジミー・ロウルズ
- 『ジョー・パス・ラヴズ・ガーシュイン』 - Ira, George and Joe (1981年、Pablo)
- 『ロビンズ・ネスト』 - Eximious (1982年、Pablo) ※with ニールス＝ヘニング・エルステッド・ペデルセン
- 『ヴァーチュオーゾ#4』 - Virtuoso No. 4 (1983年、Pablo)
- 『スピーク・ラヴ』 - Speak Love (1983年、Pablo) ※with エラ・フィッツジェラルド
- 『ブルース・フォー・2』 - Blues For 2 (1983年、Pablo) ※with ズート・シムズ
- We'll Be Together Again (1984年、Pablo) ※with J・J・ジョンソン
- Live at Long Beach City College (1984年、Pablo)
- 『カリフォルニア・ブリーズ』 - Whitestone (1985年、Pablo)
- 『ジャズ・ギター・クリニック』 - Jazz Guitar Clinic Live (1985年、Pablo)
- 『アクロン大学コンサート』 - University of Akron Concert (1986年、Pablo)
- 『イージー・リヴィング』 - Easy Living (1986年、Pablo) ※with エラ・フィッツジェラルド
- 『フレッド・アステアに捧ぐ』 - Blues for Fred (1988年、Pablo)
- 『ワン・フォー・マイ・ベイビー』 - One for My Baby (1988年、Pablo)
- 『ジャンゴに捧ぐ'90』 - Summer Nights (1990年、Pablo)
- 『センチメンタル・ムード』 - Sentimental Moods (1990年、Polytone) ※with トミー・グミナ
- 『アパッショネイト』 - Appassionato (1991年、Pablo)
- 『アローン・トゥゲザー〜デュエッツ』 - Duets (1991年、Pablo) ※with ジョン・ピサノ ※旧邦題『ギター・デュエッツ』
- 『ヴァーチュオーゾ・ライヴ!』 - Virtuoso Live! (1991年、Pablo)
- 『ローズ・ルームの調べ』 - Rose Room (1991年、Polytone) ※with ファイヴ・ギターズ
- 『枯葉』 - Autumn Leaves (1991年、Polytone) ※with バディ・デフランコ
- Six-String Santa (1992年、LaserLight)
- Finally: Live in Stockholm (1992年、Verve) ※with レッド・ミッチェル
- 『ジョー・パス＆CO.ライブ!』 - Live at Yoshi's (1992年、Pablo)
- 『マイ・ソング』 - My Song (1993年、Telarc)
- 『いそしぎ』 - Songs for Ellen (1994年、Pablo)
- 『プレイ・ハンク・ウイリアムス』 - Roy Clark & Joe Pass Play Hank Williams (1994年、Buster Ann) ※with ロイ・クラーク
- 『ラヴ・ウォークト・イン』 - Love Walked in (1995年、Polytone) ※with トミー・グミナ
- 『ヌアージ〜雲』 - Nuages (Live at Yoshi's, vol. 2) (1997年、Pablo)
- Joe's Blues (1998年、Laserlight) ※with ハーブ・エリス
- 『枯葉』 - Unforgettable (1998年、Pablo)
- 『ミスティ〜ライヴ・アット・ドンテ』 - Resonance (2000年、Pablo)
- 『ジャンゴ〜ジョー・パス・ソロ』 - What Is There to Say (2001年、Pablo)
- 『メディテーション〜ジョー・パス・ソロ』 - Meditation: Solo Guitar (2002年、Pablo)
- 『ヴァーチュオーゾ・イン・ニューヨーク』 - Virtuoso in New York (2004年、Pablo)

## 教則本
- Joe Pass Guitar Style
- Joe Pass Chord Solos: For Guitar, Vibes & All Keyboard Instruments
- Joe Pass Guitar Chords
- Joe Pass Guitar Method（日本語版/矢堀 孝一訳）